# Aldeanueva del Camino
Aldeanueva del Camino là một đô thị trong tỉnh Cáceres, Extremadura, Tây Ban Nha. Theo điều tra dân số 2006 (INE), đô thị này có dân số là 830 người.

## Dân số
Đô thị này có diện tích 19,70 km² dân số 795 người, có mật độ là 40,36 người/km².